# Murányi Beatrix
Murányi Beatrix (Budapest, 1931. december 27. –) magyar műfordító, többek között Stanisław Lem nyelvi humorának kiváló tolmácsolója.

## Élete
Az Eötvös Loránd Tudományegyetem Bölcsészettudományi Karán előbb magyar, majd lengyel nyelv és irodalom szakon végzett, utána újságíróként, műfordítóként, szerkesztőként dolgozott. Szépirodalmi és ismeretterjesztő műveket fordított lengyelből, németből, olaszból, angolból, franciából és svédből is.

## Műfordításai
Műfordítóként többször a Mach P. Edward vagy a Mach Edward álnevet használta, legtöbbször lengyel nyelvből való műfordításainál, pl. Tadeusz Breza művei esetében.
- Jerzy Andrzejewski: Már rád tört a vég; Budapest, Európa Könyvkiadó, 1983
- Jerzy Andrzejewski: Jő hegyeken szökellve: kisregények; Budapest, 1983
- Bohdan Czeszko: Sirató, Árvíz: két kisregény; Budapest,  1979
- Martin Doerry: Megsebzett szívem. Lilli Jahn élete, 1900-1944; Budapest, 2004
- Christoph Hein: Honfoglalás, Budapest, 2006
- Jarosław Iwaszkiewicz: Máter Johanna és más elbeszélések; Budapest, 1973.
- Stanisław Lem: A kudarc, Budapest, 1995
- Stanisław Lem: Az Úr hangja, Budapest, 1980
- Stanisław Lem: Álmatlanság, Budapest, 1974
- Stanisław Lem: Béke a földön, Budapest, 1991
- Stanisław Lem: Csillagnapló, Budapest, 1996;
- Stanisław Lem: Éden, Budapest 1973
- Stanisław Lem: Kiberiáda, Budapest, 1971
- Stanisław Lem: Pirx pilóta kalandjai, Budapest, 1970
- Stanisław Lem: Solaris
- Sławomir Mrożek: A hasonmás és más történetek; Budapest, 2001
- Sławomir Mrożek: A perverz és más történetek, Budapest, 2002
- Sławomir Mrożek: A zsiráf és más történetek ; Budapest,  2001
- Sławomir Mrożek: Hazatérésem naplója, Budapest, 2004
- Sławomir Mrożek: Ismeretlen barátom és más történetek
- Sławomir Mrożek: Levélkék ; Budapest, 1988.
- Sławomir Mrożek: Lolo és más történetek
- Sławomir Mrożek: Zuhanás közben ; Budapest, 1978.
- Edward Redliński: A kor szava; Budapest, 1977
- Henryk Sienkiewicz: Quo vadis?; Budapest, 2003
- Wojciech Żukrowski: Ariadna éjszakái; Budapest, 1973
- Zawieyski, Jerzy: Kiáltás a világűrbe, in: Mai lengyel elbeszélők, az utószót és a jegyzeteket írta Kerényi Grácia, Dekameron sorozat, Európa Könyvkiadó, Budapest, 1965, 622 p., 79–111. (az ő fordításának felhasználásával készült a novella alapján a Mindannyiotok lelkiismerete megnyugodhat… című tévéfilm Dömölky János rendezésében).

## Díjak és kitüntetések
- A Haza Szolgálatáért érdemérem ezüst fokozata (1974)
- A Lengyel Írószövetség Irodalmi Díja (1979)
- A Munka Érdemrend ezüst fokozata (1981)
- Az Európa Könyvkiadó Nívódíja (1983, 1985, 1988)
- Az Európa Könyvkiadó Wessely László műfordítói díja (2007)
- Trethon Judit műfordítói emlékgyűrű (2013)[3]

## Idézet
Stanislaw Lem: Kiberiáda
– Írjon kiberotikus verset! – ragyogott fel hirtelen. – Legfeljebb öt sor legyen, de szóljon szerelemről, árulásról és halálról, a néger kérdésről és a nimfomániáról, legyen benne a bonyolult női lélek extrém konfliktushelyzetben történő meghasonlásának ábrázolása, a középkori feudális viszonyok és erkölcsök maró bírálata, rímeljen, és minden szó k betűvel kezdődjön!

– És a végtelen automaták általános elmélete ne legyen benne? – horkant fel a vérig sértett Trurl. – Ilyen hülye feltételeket nem lehet szab…

De elakadt a szava, mert az egész csarnokot betöltő, bársonyos bariton máris megszólalt:
Kóbor kaffer kószál királylány kertjében.

Királylány kacéran kacsint kéjvágyó kedvében.

Kapj karodba, kaffer! Király kinéz, kiált:

Katonák! Kürtszó, kivégzés. Királylány kacag kuszán.

Kegyetlen kor! Kicsapongó, koronás kurtizán!